# Internationale Formel-Master-Saison 2009
Die Internationale Formel-Master-Saison 2009 war die dritte Saison der Internationalen Formel Master. Die Saison begann am 17. Mai 2009 in Pau und endete am 20. September 2009 in Imola. Den Meistertitel der Fahrer gewann Fabio Leimer; die Teamwertung gewann JD Motorsport.

## Regularien

### Technisches Reglement
In der Internationalen Formel Master fahren alle Teams mit dem gleichen Auto – dem Formel 2000 von Tatuus. Chassis und Karosserie sind aus Kohlenstofffaser gefertigt. Die Motoren stammen von Honda und verfügen bei 2000 cm³ Hubraum über 250 PS. Die Bremsen werden von Brembo geliefert und die Reifen von Yokohama. Die Elektronik stammt von Magneti Marelli. Die Sicherheitsstandards entsprechenden den Regularien der FIA für die Formel 3 von 2008.

### Sportliches Reglement
Jedes Rennwochenende beginnt am Freitag mit zwei 45-minütigen Trainings und einer 30-minütigen Qualifikation, mit der die Startaufstellung des ersten Rennens ermittelt wird. Dieses wird am Samstag ausgetragen und geht über ca. 75 km. Das am Sonntag gefahrene zweite Rennen hat eine Distanz von ca. 100 km. Die Startaufstellung dieses Rennens ergibt sich aus dem Ergebnis des ersten Rennens, wobei die ersten Acht in umgekehrter Reihenfolge starten.

## Starterfeld
| Team                       | Auto # | Fahrer               | Rennwochenende |
| -------------------------- | ------ | -------------------- | -------------- |
| JD Motorsport              | 1      | Vladimir Arabadzhiev | 1–8            |
| JD Motorsport              | 2      | Sergei Afanassjew    | 1–8            |
| JD Motorsport              | 3      | Josef Král           | 1–8            |
| Trident Racing             | 5      | Frankie Provenzano   | 1              |
| Cram Competition           | 5      | Frankie Provenzano   | 2, 6–8         |
| Cram Competition           | 4      | Tiago Petiz          | 4–8            |
| Cram Competition           | 10     | Harald Schlegelmilch | 1              |
| Cram Competition           | 12     | Matteo Davenia       | 3              |
| Cram Competition           | 47     | Alessandro Kouzkin   | 1–5            |
| Jenzer Motorsport          | 6      | Fabio Leimer         | 1–8            |
| Jenzer Motorsport          | 7      | Pål Varhaug          | 1–8            |
| Jenzer Motorsport          | 26     | Nicolas Maulini      | 2–3, 6, 8      |
| Iris Project               | 8      | Simon Trummer        | 1–8            |
| Iris Project               | 9      | Patrick Reiterer     | 1–8            |
| ADM Motorsport             | 10     | Harald Schlegelmilch | 2              |
| ADM Motorsport             | 14     | Earl Bamber          | 1–2            |
| ADM Motorsport             | 15     | Marcello Puglisi     | 1              |
| Hitech Junior Racing       | 16     | Alexander Rossi      | 1–2            |
| Hitech Junior Racing       | 24     | Kasper Andersen      | 1–3            |
| ISR Racing                 | 16     | Alexander Rossi      | 3–8            |
| ISR Racing                 | 20     | Erik Janiš           | 3–8            |
| Team JVA                   | 29     | Jonathan Kennard     | 1              |
| Team JVA                   | 30     | Duncan Tappy         | 1              |
| AR Motorsport              | 31     | Kelvin Snoeks        | 1–8            |
| AR Motorsport              | 32     | Dennis Retera        | 1–3            |
| AR Motorsport              | 33     | Paul Meijer          | 5              |
| IFM Talent Support Program | 40     | Alexander Sims       | 5–6            |
| IFM Talent Support Program | 41     | Samuele Buttarelli   | 5–6            |
| IFM Talent Support Program | 42     | Earl Bamber          | 5              |
| IFM Talent Support Program | 43     | Andrea Roda          | 6              |
| IFM Talent Support Program | 44     | Edwin Jowsey         | 6              |

## Rennen
Die Formel-Master-Saison 2009 umfasste acht Rennwochenenden in acht Ländern. Auf jeder Rennstrecke wurden zwei Rennen gefahren. Sechs Rennen fanden im Rahmen der WTCC statt. Die Läufe in Mogyoród und Spa-Francorchamps fanden im Rahmenprogramm der Formel 1 statt.
| Nr. | Datum         | Rennstrecke       | Sieger             | Zweiter              | Dritter              |
| --- | ------------- | ----------------- | ------------------ | -------------------- | -------------------- |
| 1.  | 16. Mai       | Pau               | Fabio Leimer       | Vladimir Arabadzhiev | Pål Varhaug          |
| 2.  | 17. Mai       | Pau               | Alessandro Kouzkin | Dennis Retera        | Pål Varhaug          |
| 3.  | 30. Mai       | Valencia          | Fabio Leimer       | Josef Král           | Vladimir Arabadzhiev |
| 4.  | 31. Mai       | Valencia          | Kasper Andersen    | Pål Varhaug          | Sergei Afanassjew    |
| 5.  | 20. Juni      | Brünn             | Fabio Leimer       | Pål Varhaug          | Josef Král           |
| 6.  | 21. Juni      | Brünn             | Alexander Rossi    | Vladimir Arabadzhiev | Sergei Afanassjew    |
| 7.  | 18. Juli      | Brands Hatch      | Fabio Leimer       | Josef Král           | Sergei Afanassjew    |
| 8.  | 19. Juli      | Brands Hatch      | Alessandro Kouzkin | Alexander Rossi      | Sergei Afanassjew    |
| 9.  | 25. Juli      | Mogyoród          | Josef Král         | Fabio Leimer         | Alexander Rossi      |
| 10. | 26. Juli      | Mogyoród          | Sergei Afanassjew  | Paul Meijer          | Erik Janiš           |
| 11. | 29. August    | Spa-Francorchamps | Fabio Leimer       | Sergei Afanassjew    | Simon Trummer        |
| 12. | 30. August    | Spa-Francorchamps | Alexander Rossi    | Fabio Leimer         | Erik Janiš           |
| 13. | 5. September  | Oschersleben      | Fabio Leimer       | Sergei Afanassjew    | Erik Janiš           |
| 14. | 6. September  | Oschersleben      | Josef Král         | Vladimir Arabadzhiev | Pål Varhaug          |
| 15. | 19. September | Imola             | Fabio Leimer       | Sergei Afanassjew    | Vladimir Arabadzhiev |
| 16. | 20. September | Imola             | Alexander Rossi    | Josef Král           | Sergei Afanassjew    |

## Wertungen
Im ersten Rennen erhalten die acht besten Fahrer Punkte nach dem Schema (10-8-6-5-4-3-2-1). Im zweiten Rennen erhalten nur die besten sechs Fahrer Punkte nach dem Schema (6-5-4-3-2-1). Zusätzlich gibt es jeweils einen Punkt für die schnellste Rennrunde und einen Punkt für die Pole-Position im Hauptrennen. Die Teams erhalten nur für ihre zwei besten Autos Punkte.

### Fahrerwertung
| Pos. | Fahrer               | Punkte |
| ---- | -------------------- | ------ |
| 1.   | Fabio Leimer         | 106    |
| 2.   | Sergei Afanassjew    | 68     |
| 3.   | Josef Král           | 62     |
| 4.   | Alexander Rossi      | 52     |
| 5.   | Pål Varhaug          | 49     |
| 6.   | Erik Janiš           | 42     |
| 7.   | Vladimir Arabadzhiev | 37     |
| 8.   | Alessandro Kouzkin   | 18     |

| Pos. | Fahrer               | Punkte |
| ---- | -------------------- | ------ |
| 9.   | Patrick Reiterer     | 16     |
| 10.  | Kasper Andersen      | 11     |
| 11.  | Simon Trummer        | 11     |
| 12.  | Paul Meijer          | 10     |
| 13.  | Dennis Retera        | 6      |
| 14.  | Jonathan Kennard     | 4      |
| 15.  | Frankie Provenzano   | 3      |
| 16.  | Harald Schlegelmilch | 3      |

| Pos. | Fahrer           | Punkte |
| ---- | ---------------- | ------ |
| 17.  | Nicolas Maulini  | 3      |
| 18.  | Earl Bamber      | 2      |
| 19.  | Marcello Puglisi | 1      |
| 20.  | Kelvin Snoeks    | 0      |
| 21.  | Tiago Petiz      | 0      |
| 22.  | Duncan Tappy     | 0      |
| 23.  | Matteo Davenia   | 0      |

- Samuele Buttarelli, Edwin Jowsey, Andrea Roda und Alexander Sims starteten als Gastfahrer und wurde somit nicht in die Wertung aufgenommen.

### Teamwertung
| Pos. | Team              | Punkte |
| ---- | ----------------- | ------ |
| 1.   | JD Motorsport     | 149    |
| 2.   | Jenzer Motorsport | 138    |
| 3.   | ISR Racing        | 93     |
| 4.   | Iris Project      | 30     |
| 5.   | Cram Competition  | 23     |

| Pos. | Team                 | Punkte |
| ---- | -------------------- | ------ |
| 6.   | Hitech Junior Racing | 18     |
| 7.   | AR Motorsport        | 18     |
| 8.   | ADM Motorsport       | 4      |
| 9.   | Team JVA             | 4      |
| 10.  | Trident Racing       | 2      |